# Walter Schliephacke

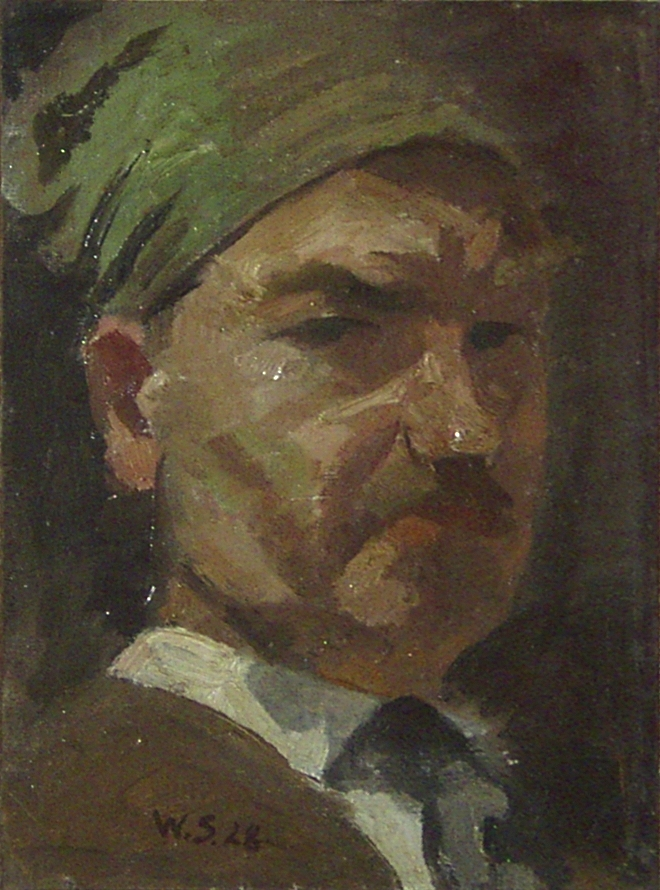
Walter Schliephacke (Selbstporträt)

Walter Schliephacke (* 12. Oktober 1877 in Ilsenburg; † 24. Oktober 1955 in Volkmarsen) war ein deutscher Maler der Spätromantik. Er beherrschte die Landschafts-, Porträt- und Genremalerei sowie das Stillleben gleichermaßen.

## Leben

### Herkunft und Jugend

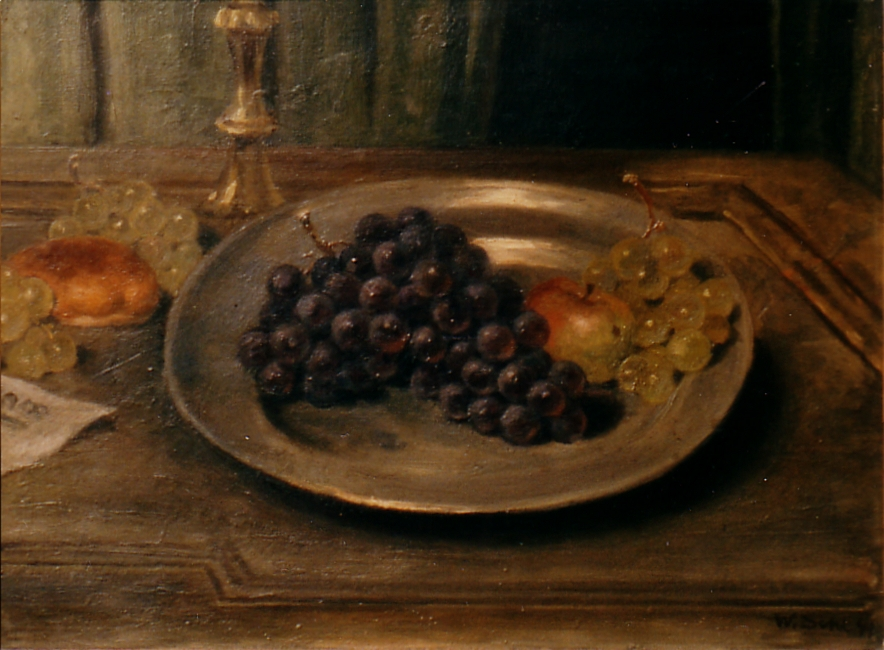
Stillleben mit Weintrauben

Walter Schliephacke wurde am 12. Oktober 1877 in Ilsenburg am Harz als drittes von sechs Kindern geboren. Die Eltern waren der kunstliebende Hütteningenieur Heinrich Schliephacke und die aus einer Orgelbauerfamilie stammende Ehefrau Natalie, geborene Voigt.
Von Ilsenburg zog die Familie nach Bad Harzburg, später dann nach Hannover. Hier besuchte Walter Schliephacke das humanistische Gymnasium, verließ es aber mit sechzehn Jahren, um auch gegen den Willen seines Vaters die Kunstgewerbeschule zu besuchen. Der Vater wollte eigentlich, dass Walter Schliephacke „etwas Ordentliches“ erlernen sollte, denn er hielt die Malerei für brotlose Kunst.

### Ausbildung
In Hannover studierte Walter Schliephacke zunächst Bildhauerei und wendete sich danach der Malschule von Jordan und später der von Hermann Knottnerus-Meyer zu. In dieser Zeit begegnete er dem Heidedichter Hermann Löns; diese Begegnung spiegelte sich in einigen seiner späteren Heidebilder wider.

### Weiteres Schaffen
Mit 26 Jahren ging Walter Schliephacke nach München zum Studium an die Akademie, zog sich aber bald in die Ruhe und Abgeschiedenheit von Schleißheim zurück. Dann ging er nach München zurück, um an der Akademie bei Ludwig von Herterich Malstudien zu betreiben.
Auf der Suche nach einem geeigneten Wohnsitz entdeckte der Künstler für sich die nordhessische Stadt Kassel. Hier fand er die Landschaft, die seinen suchenden Sinnen entsprach. Die Galerie hier mit ihren Rembrandt-Bildern diente ihm als Vorbild. Er ließ sich 1907 in Kassel nieder und gründete eine Familie. Mit seiner Frau Amanda, geborene Schelm, hatte er drei Töchter: Trudchen, Gretchen und Lottchen, wie er sie liebevoll nannte. Er schuf zahlreichen Porträts von seinen Töchtern. Er hinterließ 1910 Wandmalereien im Erholungsheim für Eisenbahnbeamte in Bad Karlshafen.
Im Ersten Weltkrieg kam er an die Westfront. Zunächst fand sich hier auch noch Zeit für kleinere Arbeiten wie Zeichnungen, Pastelle und Linolschnitte. Nach dem Krieg musste Walter Schliephacke wieder ganz von vorn beginnen, da die Not überall gegenwärtig war.
Unbeirrt von verschiedenen Kunstströmungen nahm er die alte Entwicklungslinie wieder auf. Im Jahre 1926 heiratete der inzwischen verwitwete Walter Schliephacke eine seiner Schülerinnen, Bertha Nitzsche. Sie war ihm eine gute Kritikerin.
Er gehörte zu den Gründungsmitgliedern der Malergruppe 1923.
Von 1923 bis 1934 wohnte die Familie in der Schönen Aussicht 3 im Seitenflügel des Bellevue-Schlößchens, bis der Maler sich im Jahre 1934 ein Haus mit großem Atelier in Kassel-Wolfsanger bauen konnte. Von hier aus besuchte er die ganze nordhessische Region und immer wieder zog es ihn in die Rhön.
In den dreißiger Jahren leitete Walter Schliephacke eine Malschule in Landau/Waldeck. Auch aus dieser Periode seines Schaffens sind zahlreiche Bilder erhalten. Daneben reiste er mit dem damaligen Landeskonservator Friedrich Bleibaum in viele Orte des nordhessischen Raumes und gestaltete dort Kirchen und zahlreiche öffentliche Gebäude mit Wandschmuck aus. Wo sich Fresken fanden, holte Walter Schliephacke wieder unter alten Deckschichten hervor, konservierte und restaurierte sie. Wollte man etwas Neues auf freien Wandflächen, so machte er Vorschläge, Entwürfe und dann die entsprechenden Wandmalereien. Ehrfurcht vor dem Wort Gottes ließ ihn stets gewünschte Bibelsprüche besonders vollendet gestalten. Immer wieder, wenn er selbst ein Werk von sich für reif hielt, übergab er es den Staatlichen Kunstsammlungen in Kassel.

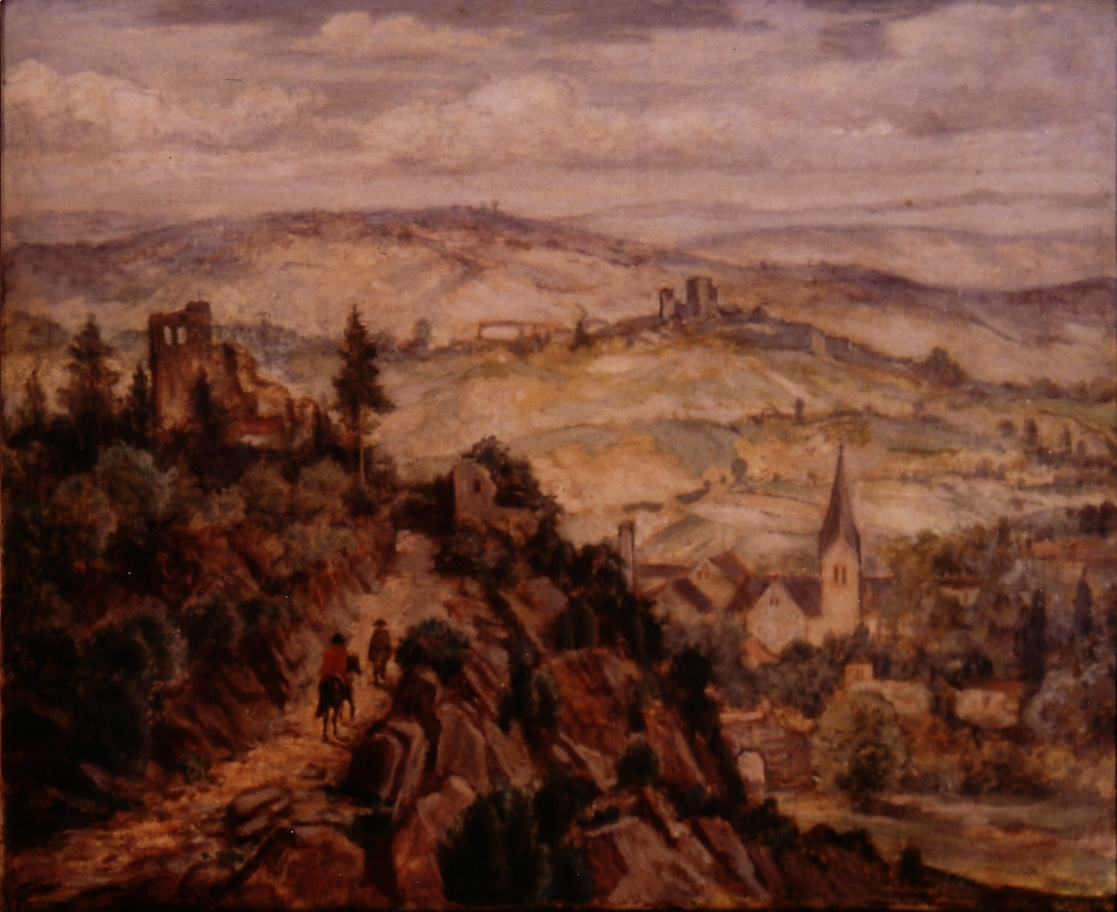
Flucht in Landschaft mit zwei Burgen

Der Tod der jüngsten Tochter und das erlittene Leid kann als das immer wiederkehrende Motiv der Flucht in seinen Landschaftskompositionen zu verstehen sein: Der Mensch als immer gehetztes, verfolgtes und gepeinigtes Wesen. Niemals malte Walter Schliephacke eine Landschaft einfach nur ab, stets verarbeitete er sie zuerst vor seinem inneren Auge, um sie dann zu einem eigenständigen Werk zu komponieren. Immer sind Menschen handelnde Wesen oder betrachtende Zuschauer in ihnen. Ein Porträt bildet nicht nur ab, es zeigt das Wesen des Dargestellten, nicht nur den äußeren Schein.
Im Zweiten Weltkrieg wurde sein mit Kunstschätzen, wertvollen Stilmöbeln, Bronzeplastiken und seiner Skizzenmappe sowie zirka 80 Gemälden gefülltes Haus Ende Oktober 1943 ein Raub der Flammen. Er selbst und seine Familie kam mit wenig mehr als dem blanken Leben davon. Freunde und Förderer seiner Kunst halfen ihm mit einer kleinen Jagdhütte in Vaake an der Weser und dem Notwendigsten, damit Walter Schliephacke sein Werk fortsetzen konnte. Nach dem Zweiten Weltkrieg konnte Schliephacke weiter als Kirchenmaler arbeiten. 1947 zog er mit seiner Frau Bertha nach Volkmarsen. Sie bezogen das von seiner Frau ererbte Haus in der Kasseler Straße 7. Notdürftig richtete der Künstler sich hier ein Atelier ein.
Obwohl Walter Schliephacke 70 Jahre alt war und kaum noch scharf sehen konnte, gestaltete er weiterhin Kirchenräume und ähnliches. Zu seinem 75. Geburtstag gratulierte ihm der damalige Bundespräsident Theodor Heuss persönlich. Ein Entwurf für die farbliche Neugestaltung der evangelischen Kirche in Volkmarsen ist verschollen.
Am 24. Oktober 1955 verstarb Walter Schliephacke in Volkmarsen und wurde hier auf dem evangelischen Friedhof zur Ruhe getragen. Sein lebenslanger Freund, Bildhauer Konrad Geldmacher aus Berlin, legte ihm sein Bundesverdienstkreuz mit ins Grab. Nach Ansicht von Konrad Geldmacher habe der Freund Schliephacke diese Ehrung eher verdient als er selbst.

## Ausstellungen
- 1922 -Casseler Kunstausstellung
- 1938 – Kasseler Kunstverein
- 1944 – Kasseler Kunstverein im Ballhaus Kassel
- 1950 – Kasseler Kunstverein im Ottoneum zusammen mit H. Pforr
- 1956 – Gedächtnisausstellung im Kasseler Kunstverein
- 1964 – „Berliner Miniaturen“ im Kreisheimatmuseum in Bünde/Westfalen
- 1991 – Kirchengemeinde Volkmarsen
- 2007 – Erinnerungsausstellung geplant im Stadtmuseum Hofgeismar

## Werkverzeichnis
Bei aller Sorgfalt der Recherche kann doch leider kein Anspruch auf Vollständigkeit erhoben werden.
| Titel                                                                                     | Signatur                   | Datum                 |
| ----------------------------------------------------------------------------------------- | -------------------------- | --------------------- |
| Porträt: Natalie Schliephacke, geb. Voigt (Mutter des Künstlers)                          | Rückseite: W. Schliephacke | Rückseite: 1896–97    |
| Selbstporträt                                                                             | W. Schliephacke            | März 1898             |
| Tenne mit Schinken                                                                        | W. S.                      | 99 (1899)             |
| Porträt: Heinrich J. Schliephacke (Vater des Künstlers)                                   | W. S.                      | 03                    |
| Iphigenie, 2. Akt, Rückenansicht                                                          | W. S.                      | 05                    |
| An der Quelle mit Hund                                                                    | W. S.                      | 05                    |
| Kinderporträt: mit Blumenbabymütze                                                        | W. S.                      | 08                    |
| Landschaft in Kreide (unvollendet)                                                        | W. S.                      | 08                    |
| Landschaft (sehr stark gefirnisst)                                                        | W. S.                      | 09                    |
| Studie m. Ziege, Kuh und Hirtin                                                           | W. S.                      | 09                    |
| Kinderporträt: Gretchen Schliephacke                                                      | W. S.                      | Freitag, den 9.VII.09 |
| Kinderporträt: Gretchen Schliephacke                                                      | W. S.                      | 24.X.09               |
| Kinderporträt: Trudchen Schliephacke                                                      | W. S.                      | 09                    |
| Kinderporträt: mit Blumenbabymütze und Korallenkette                                      | unsigniert                 | undatiert             |
| Kinderporträt: Trudchen(?) Schliephacke                                                   | W. S.                      | undatiert             |
| Bauernhäuser                                                                              | W. S.                      | 6. Aug.09             |
| Wiese im Wald mit Rehen                                                                   | W. Schl.                   | 09                    |
| Kinderporträt: Gretchen                                                                   | W. S.                      | 7.V.10                |
| Kinderporträt: Gretchen mit Lätzchen                                                      | W. S.                      | 22.V.10               |
| Amanda mit schlafendem Kind Trude                                                         | W. S.                      | 09                    |
| Vier Pferde auf der Weide                                                                 | W. S.                      | 2.IX.10               |
| Dorfstraße Oberelsungen (gefirnist mit Weihrauch in Alkohol)                              | W. Schl.                   | 15.IX.10              |
| Kinderporträt: Gretchen mit roter Kappe                                                   | W. S.                      | 11                    |
| Kinderporträt: Lottchen                                                                   | W. S.                      | 11                    |
| Stillleben: Kanne, Tasse und Teelöffel (sehr grober Pinselstrich)                         | W. S.                      | 12                    |
| Gretchen in Sonnenblumen (Aquarell)                                                       | W. S.                      | 12                    |
| Kinderporträt: Lottchen mit Lätzchen und Korallenkette                                    | W. S.                      | 12                    |
| Porträt: Amanda mit rotem Vorhang                                                         | W. S.                      | 12                    |
| Porträt: Amanda mit blauem Kleid, weißem Kragen und Brosche                               | W. S.                      | 12                    |
| Porträt: Amanda im Profil mit rosa Glasperlenkette                                        | unsigniert                 | undatiert             |
| Porträt: Amanda in Kreide                                                                 | W. S.                      | 7.V.12                |
| Kinderporträt: Trude mit roter Kappe                                                      | W. S.                      | Sept.12               |
| Kinderporträt: Trude im Profil mit roter Zopfschleife                                     | W. S.                      | Sept.12               |
| Kinderporträt: Trude im Profil                                                            | W. S.                      | undatiert             |
| Kinderporträt: Lottchen mit Mundharmonika (auf Pappe)                                     | W. S.                      | 13                    |
| Porträt: Amanda mit großem weißem Hut, grünem Kleid und Rose                              | W. Schl.                   | Juni 13               |
| Porträt: Amanda Schliephacke geb. Schelm mit Buch                                         | unsigniert                 | undatiert             |
| Blumenstück: Sonnenblumen                                                                 | W. S.                      | 13                    |
| Landschaft mit Dorf und Kuh                                                               | W. S.                      | 13                    |
| Paar im Wald                                                                              | W. S.                      | 13                    |
| Eiche (Pastellkreide)                                                                     | W. S.                      | 3.VIII.13             |
| Kinderporträt: Gretchen Kreidezeichnung                                                   | W. Schl.                   | 24.XII.13             |
| Blumenstück                                                                               | W. S.                      | 14                    |
| Kinderporträt: Trude mit offenem Haar                                                     | W. S.                      | undatiert             |
| Kinderporträt: Lottchen(?) mit rotem Ball und roter Schleife                              | W. S.                      | undatiert             |
| Selbstporträt mit Vollbart                                                                | W. S.                      | 14                    |
| Selbstporträt                                                                             | W. S.                      | 14                    |
| Stillleben: Blumenstrauß mit Mohn, Iris, Rosen (leuchtende Farben)                        | W. S.                      | 14                    |
| Gretchen im Garten sitzend                                                                | W. S.                      | 14                    |
| Stillleben: Obstteller und Bücher                                                         | W. Schl.                   | 21.I.17               |
| Waldesinneres in Kreide                                                                   | W. S.                      | 19                    |
| Amanda unter der Laube, Bohnen pflückend                                                  | W. Schl.                   | 2.IX.19               |
| Stillleben: Äpfel mit Silberteller                                                        | W. S.                      | 19                    |
| Akt in Pastell                                                                            | W. Schl.                   | 20                    |
| Wald und Dorf (Kreide)                                                                    | W. Schl.                   | 14.V.20               |
| Dorfinterieur                                                                             | W. S.                      | 21.V.20               |
| Dorfinterieur                                                                             | W. S.                      | 26.V.20               |
| Scheuneninterieur                                                                         | W. S.                      | 26.V.20               |
| Porträt: Amanda (Bleistiftzeichnung)                                                      | W. Schl.                   | 20                    |
| Porträt: Natalie Schliephacke                                                             | W. Schl.                   | 21                    |
| Flucht im Schnee bei Mondschein                                                           | W. S.                      | 21                    |
| Stillleben: Äpfel und Gurke                                                               | W. Schliephacke            | 21                    |
| Stillleben, Aquarell: Früchte, Buch und angebrochener Krug                                | W. Schliephacke            | 27. Nov. 21.          |
| Ideallandschaft mit violettem Berg                                                        | W. S.                      | 22                    |
| Stillleben: Blaue Hortensie, Teller mit Äpfeln, Tasse und Silberkanne                     | W. S.                      | 23                    |
| Niederelsungen bei Nacht                                                                  | W. S.                      | 23                    |
| Gebirgslandschaft mit Fluss, Brücke und Stadt                                             | W. S.                      | 23                    |
| Porträt: Amanda in rotem Kleid                                                            | unsigniert                 | undatiert             |
| Landschaft an der Weser(?)                                                                | W. S.                      | 23                    |
| Porträt: Amanda (unvollendet)                                                             | W. Schliephacke            | Cassel 23             |
| Landau (Kreide)                                                                           | W. Schl.                   | 23                    |
| Porträt: Amanda im Profil (Kreidezeichnung, unvollendet)                                  | Walter Schliephacke        | 23                    |
| Flusslandschaft mit Fabrikschornsteinen                                                   | W. Schl.                   | 24                    |
| Landau / Waldeck                                                                          | W. S.                      | 24                    |
| Ederseelandschaft                                                                         | W. Schl.                   | 24                    |
| Kuhhandel                                                                                 | W. S.                      | 24                    |
| Kuhweide bei Landau / Waldeck                                                             | W. Schl.                   | 24                    |
| Industrielandschaft                                                                       | W. Schl.                   | 24                    |
| Stillleben: Birnen, Apfel, Löffel und Bild im Hintergrund (Aquarell)                      | W. Schl.                   | 24                    |
| Stillleben: Fayencebecher, Apfel und Zitrone                                              | W. Schliephacke            | 24                    |
| Porträt: Lottchen                                                                         | W. Schl.                   | Juni 24               |
| Dorfinterieur Landau Marktgasse mit Schule                                                | W. Schl.                   | 14. Aug.24            |
| Stillleben: Trauben, Äpfel und Pfirsich auf Tonteller auf Truhe mit Tuch                  | W. S.                      | 25                    |
| Porträt: Lottchen mit Pelzkappe                                                           | W. Schl.                   | 25                    |
| Porträt: Bertha Sonntagabend (Kohle)                                                      | unsigniert                 | 8.XI.25               |
| Stillleben: Glasvase mit Rosen und Glasschale mit Zitrone                                 | W. Schl.                   | 25                    |
| Niederelsungen bei Mondschein                                                             | W. S.                      | 25                    |
| Porträt: Kranke Frau Amanda                                                               | W. S.                      | 15.1.25               |
| Landschaft – Masserburg i. Th. (Kreide)                                                   | W. Schl.                   | 9.3.26                |
| Porträt: Bertha Schliephacke, geb. Nitzsche                                               | W. Schl.                   | 20.7.26               |
| Mutter Erde                                                                               | W. Schl.                   | 26                    |
| Porträt: Waltraud Pook                                                                    | W. Schl.                   | 26                    |
| Porträt: Bertha krank im Bett                                                             | W. Schl.                   | 26                    |
| Blumenstück                                                                               | W. S.                      | 26                    |
| Rast auf der Flucht                                                                       | W. S.                      | 26                    |
| Frankenberg                                                                               | W. Schl.                   | 26                    |
| Rast auf der Flucht mit Selbstdarstellung                                                 | W. S.                      | 26                    |
| Porträt: Trude (auf Leinwand)                                                             | W. Schl.                   | 26                    |
| Flucht im Walde bei Mondschein mit Engeln                                                 | W. Schl.                   | 27                    |
| Blumenstück: Dahlien                                                                      | W. Schl.                   | 27                    |
| Stillleben: Trauben, Flasche und Spannrahmen                                              | W. Schl.                   | 28                    |
| Faschingstreiben                                                                          | W. Schl.                   | 28                    |
| Brückenlandschaft bei Fritzlar                                                            | W. Schl.                   | 28                    |
| Selbstporträt mit grüner Kappe                                                            | W. S.                      | 28                    |
| Weiblicher Akt (Leinen auf Karton)                                                        | W. S.                      | 28                    |
| Selbstporträt                                                                             | W. Schl.                   | 6.XII.28              |
| Landschaft im Mondschein (Aquarell)                                                       | W. Schl.                   | 29                    |
| Landschaft Hessenschanze (Aquarell)                                                       | W. Schliephacke            | 29                    |
| Porträt: Gretchen mit gestreiftem Pullover (ausgeschnitten)                               | W. Schl.                   | 29                    |
| Porträt: Trudchen                                                                         | unsigniert                 | 29                    |
| Porträt: Lottchen                                                                         | W. Schl.                   | 29                    |
| Porträt: Gretchen                                                                         | unsigniert                 | 29                    |
| Bootsfahrt auf Waldsee (Aquarell)                                                         | W. Schl.                   | Ostern 28             |
| Porträt: Gretchen (ausgeschnitten)                                                        | W. Schl.                   | 29                    |
| Porträt: Lottchen im Profil                                                               | W. Schl.                   | 29                    |
| Lottchen im Garten mit blauem Kleid und weißem Kragen                                     | W. Schl.                   | 24. Juni              |
| Ideallandschaft mit Stadt mit Holzturm, Kapelle und Fuhrwerk                              | W. Schl.                   | 26.VII(?).30          |
| Landschaft aus Niederhessen                                                               | W. Schl.                   | 30                    |
| Selbstporträt mit roter Kappe                                                             | W. Schl.                   | 31                    |
| Flucht im Mondschein beim Dörnberg                                                        | W. Schl.                   | 32                    |
| Rast auf der Flucht mit Mondsichel                                                        | W. Schl.                   | 32                    |
| Teufelsstein / Rhön                                                                       | W. Schl.                   | 32                    |
| Kurier im Walde                                                                           | W. Schl.                   | 33                    |
| Blumenstück: Roter Mohn in japanischer Vase                                               | W. Schl.                   | 35                    |
| Waldlandschaft mit Bach über Geröll                                                       | W. Schliephacke            | 30–36                 |
| Zwiegespräch im Walde über Blumen                                                         | W. Schl.                   | 36                    |
| Porträt: Johanna Thuneke                                                                  | W. S.                      | 36                    |
| Porträt: Emil Thuneke                                                                     | W. S.                      | 37                    |
| Kinderporträt: Ortrud                                                                     | W. Schl.                   | 11.IX.38              |
| Kinderporträt: Ortrud mit rotem Ball                                                      | W. Schl.                   | 39 / 16. Juni         |
| Alpenlandschaft mit Englischem Garten                                                     | W. S.                      | 06 & 39               |
| Landschaft mit drei Burgen und Flucht                                                     | W. S.                      | 39                    |
| Nächtliche Flucht am See                                                                  | W. Schl.                   | 39                    |
| Flucht im Mondschein mit Füchslein (Gouache)                                              | W. Schl.                   | 39                    |
| Badender Akt mit Häschen und Apfelkorb                                                    | W. S.                      | 08 40                 |
| Komödianten bei der Probe (1940 vollendet)                                                | W. Schl.                   | undatiert             |
| Stillleben: Trauben und Äpfel auf Zinnteller, dazu Wasserglas                             | W. Schl.                   | 41                    |
| Kinderporträt: Borghild mit blaugestreiftem Kleid                                         | W. Schl.                   | 41                    |
| Doppelkinderporträt: Ortrud und Borghild                                                  | W. Schl.                   | 41                    |
| Stillleben: Trauben auf Zinnteller und Leuchter auf Truhe                                 | W. Schl.                   | 41                    |
| Rhönlandschaft (Aquarell)                                                                 | W. Schl.                   | 41                    |
| Ideallandschaft mit See, Burg und Stadt                                                   | W. Schl.                   | 42                    |
| Porträt: Hans Schimmelpfeng – ehem. Bürgermeister von Kassel                              | unsigniert                 | undatiert             |
| Porträt: Hermine Schimmelpfeng                                                            | W. Schl.                   | 42                    |
| Kinderporträt: Borghild mit rosa Kleid                                                    | W. Schl.                   | 42                    |
| Landschaft mit Stadt im Tal                                                               | W. Schl.                   | 43                    |
| Eremit am Feuer in Felsenlandschaft                                                       | W. Schl.                   | 43                    |
| Psyche und Amor                                                                           | W. Schl.                   | 43                    |
| „Eine seltsame Begegnung“ – junger Mann im Gespräch mit Quellnymphe                       | W. Schl.                   | 44                    |
| Stillleben: Äpfel, Birnen und Silberlöffel (Aquarell)                                     | W. Schl.                   | 44                    |
| Stillleben: Geschossene Ente                                                              | W. Schl.                   | 44                    |
| Stillleben: Holzschuh, Pfeife, Weinglas, Buch etc.                                        | W. Schl.                   | 44                    |
| Porträt: Dr. Erich Bengen                                                                 | W. Schl.                   | 44                    |
| Karnevalstreiben (Allegorie)                                                              | W. Schliephacke            | Cassel, 28–45         |
| Porträt: Dr. Erich Bengen (Profil)                                                        | W. Schl.                   | 44–45                 |
| Landschaft mit Wolken und Ackerland                                                       | W. Schl.                   | 45                    |
| Felsige Landschaft mit Schloß und Wanderern                                               | W. Schl.                   | 45                    |
| Kinderporträt: Borghild (Rötelzeichnung)                                                  | W. Schl.                   | 9. Aug.1945           |
| Felsenlandschaft mit Eremit, Reh und Hase                                                 | W. Schl.                   | Vaake 45              |
| Kirche Vaake/Weser                                                                        | W. Schl.                   | Vaake 46              |
| Stillleben: Trauben, Apfel und drei Birnen auf Tonteller                                  | W. Schl.                   | 46                    |
| Stillleben: Kirschen auf Zinnteller und Wasserglas                                        | W. Schl.                   | 46                    |
| Eichenwald                                                                                | W. Schl.                   | 46                    |
| Stillleben: Traube, Apfel und Birnen                                                      | W. Schl.                   | 46                    |
| Porträt: Meike Bengen (Rötelzeichnung)                                                    | W. Schl.                   | 46                    |
| Porträt: Frauke Bengen (Rötelzeichnung)                                                   | W. Schl.                   | 46                    |
| Porträt: Frieder Bengen (Rötelzeichnung)                                                  | W. Schl.                   | 46                    |
| Bäuerliches Zwiegespräch                                                                  | W. Schl.                   | 14–47                 |
| Flucht in mittelhessischer Landschaft                                                     | W. Schl.                   | 47                    |
| Flucht in mittelhessischer Landschaft (Eigenkopie)                                        | W. Schl.                   | 47                    |
| Stillleben: Maiskolben in Messingschale, Leuchter, Zeitung und Welthölzer                 | W. Schl.                   | 47                    |
| Nächtliche Landschaft mit Flucht unterm Regenbogen(?) (unvollendet)                       | W. Schl.                   | 48                    |
| Stillleben: Messingteller, Weinkaraffe, Glas, Äpfel auf Tonteller und Messer              | W. S.                      | undatiert             |
| Reiter erstürmen Stadt                                                                    | W. Schl.                   | 29–49                 |
| Flucht vor Brückenbogen (unvollendet)                                                     | unsigniert                 | undatiert             |
| Stillleben: Steinzugkrug und Teller mit Pfirsichen (auf Pappe)                            | W. Schl.                   | 49                    |
| Eichenwald mit Flucht                                                                     | W. Schl.                   | 49                    |
| Landschaft mit vier Personen im Vordergrund                                               | W. Schl.                   | 50                    |
| Blumenstück: Flieder                                                                      | W. Schl.                   | 50                    |
| Wilde Reiter am See bei Mondschein                                                        | W. Schl.                   | 50                    |
| Winterlandschaft mit Bergstadt und Brücke                                                 | W. Schl.                   | 50                    |
| Weserlandschaft                                                                           | W. Schl.                   | 49–51                 |
| Flucht mit Text in Kartusche: Er kam in sein Eigentum und die Seinen nahmen ihn nicht auf | W. Schl.                   | 51                    |
| Blumenstück: Anemonen in braunem Steinkrug                                                | W. Schl.                   | 51                    |
| Der barmherzige Samariter in Felsenlandschaft                                             | W. Schl.                   | undatiert             |
| „Rast im Walde“ – Flucht mit Engeln                                                       | W. Schl.                   | 13–52                 |
| Landschaft mit dräuenden Wolken                                                           | W. Schl.                   | 48–52                 |
| Kinderporträt: Urselchen Schmand (Rötelzeichnung)                                         | W. Schl.                   | 52                    |
| Porträt: Apotheker Böttrich (Rötelzeichnung)                                              | W. Schl.                   | 52                    |
| Porträt: Frau Böttrich                                                                    | W. Schl.                   | 52                    |
| Reiter am Waldsee                                                                         | W. Schl.                   | 52                    |
| Landschaft mit Reiter                                                                     | W. Schl.                   | 43–53                 |
| Flucht in hessischer Landschaft, Neuberich(?)                                             | W. Schl.                   | 53                    |
| Heidelandschaft mit Flucht                                                                | W. Schliephacke            | 05–54                 |
| Landschaftsstudie bei Oberelsungen (Rückseite: „Kittel geschenkt“)                        | unsigniert                 | 54                    |
| Stillleben: Orangen, Trauben, Birnen, Äpfel und Leuchter                                  | W. Schl.                   | 54                    |
| „Emmaus“ (Predella)                                                                       | W. Schl.                   | 54                    |
| Tobias vom Engel geführt                                                                  | W. Schl.                   | 51–55                 |
| Bärenjagd bei Mondschein                                                                  | W. Schl.                   | undatiert             |
| Blumenstück: Bunt mit hellblauen Glockenblumen                                            | unsigniert                 | undatiert             |
| Stillleben: Pfirsiche in Glaskrug mit Deckel und Pfeife                                   | unsigniert                 | undatiert             |
| Stillleben: Teller, Weinflasche, Maiskolben und Zitrone                                   | unsigniert                 | undatiert             |
| Romantische Gebirgslandschaft mit Brücke und Wanderern in Betrachtung                     | verschollen                | verschollen           |
| Seenlandschaft                                                                            | verschollen                | verschollen           |
| Kugelsburg                                                                                | W. Schl.                   | 55                    |
| Streitende Reiter (Aquarell)                                                              | W. Schliephacke            | undatiert             |
| Der barmherzige Samariter (unvollendet)                                                   | W. Schl.                   | undatiert             |
| Hl. Georg befreit Jungfrau vom Drachen                                                    | unsigniert                 | undatiert             |
| Landschaft mit Reitern vor Kugelsburg und See (unvollendet)                               | unsigniert                 | undatiert             |
| Landschaft mit Stadt auf Berg und zwei Personen im Vordergrund                            | W. S.                      | undatiert             |
| Landschaftsstudie                                                                         | unsigniert                 | undatiert             |
| Dorfinterieur Salzschlirf                                                                 | unsigniert                 | undatiert             |
| Frankenberg                                                                               | W. Schl.                   | undatiert             |
| Waldesinneres                                                                             | W. Schl.                   | undatiert             |
| Kinderporträt: Hans-Hermann Kreuels                                                       | W. Schl.                   | undatiert             |
| Kinderporträt: Annele mit Puppe Lisa                                                      | unsigniert                 | undatiert             |
| Kinderporträt: Bleistiftskizze zu Annele mit Puppe                                        | unsigniert                 | undatiert             |
| Zigeunerlager an der Weser mit Pferden, Wagen, Mann und Frau                              | W. Schliephacke            | undatiert             |
| Zigeunerlager mit Pferden, Wagen und Frau (unvollendet)                                   | unsigniert                 | undatiert             |
| Kuh- und Pferdeweide                                                                      | W. Schl.                   | undatiert             |
| Seenlandschaft mit Kugelsburg und diversen Personen davor (unvollendet)                   | unsigniert                 | undatiert             |
| Porträt: Grete im Sessel sitzend mit Buch (ausgeschnitten)                                | unsigniert                 | undatiert             |
| Porträt: Lotte oder Trude (ausgeschnitten)                                                | unsigniert                 | undatiert             |
| Amanda rastend mit Korb und Äpfeln                                                        | unsigniert                 | undatiert             |
| Waldsee mit Nymphen                                                                       | unsigniert                 | undatiert             |
| Winterlandschaft mit Stadt und Reisegesellschaft am See (unvollendet)                     | unsigniert                 | undatiert             |
| Dorflandschaft mit Bauer und Kälbchen                                                     | W. Schl.                   | undatiert             |
| Apostelfigur                                                                              | unsigniert                 | undatiert             |
| Waldesinneres mit Förster                                                                 | unsigniert                 | undatiert             |
| Abendstimmung am See mit Fischer                                                          | W. Schl.                   | undatiert             |
| Zwei Jungfrauen beim Apfelpflücken mit Häschen und Korb                                   | W. Schl.                   | undatiert             |
| Porträt: Bertha krank im Bett mit Rose (unvollendet)                                      | unsigniert                 | undatiert             |
| Porträt: Pastor Otto Grau (Schwiegersohn des Künstlers – unvollendet)                     | unsigniert                 | undatiert             |
| Putte mit Apfelzweig (kolorierte Kohlezeichnung auf Pergament)                            | abgebröckelt               | abgebröckelt          |
| Holzschnitt: Akt, Ballerina und alter Mann mit Bauchladen (Handdruck)                     | unsigniert                 | undatiert             |
| Holzschnitt: Menschenpaar auf Bank (kolorierter Handdruck)                                | unsigniert                 | undatiert             |
| Holzschnitt: Badende mit Spiegel (Handdruck)                                              | unsigniert                 | undatiert             |
| Putto mit Umschlagtuch (Bleistiftzeichnung)                                               | unsigniert                 | undatiert             |
| Landschaft Dörnberg(?)                                                                    | W. Schl.                   | undatiert             |
| Porträt: Trudchen mit roter Schleife in offenem Haar, olivgrünes Kleid                    | unsigniert                 | undatiert             |
| Porträt: Else oder Oelte mit großem schwarzem Hut, blauer bluse und lila Schal            | unsigniert                 | undatiert             |